# Calyptorhynchus
Calyptorhynchus is een geslacht van kaketoes (Cacatuidae). Het geslacht telt twee soorten.

## Soorten
- Calyptorhynchus banksii  – Roodstaartraafkaketoe
- Calyptorhynchus lathami  – Bruine raafkaketoe